# Gnomidolon rubricolor
Gnomidolon rubricolor är en skalbaggsart som beskrevs av Bates 1870. Gnomidolon rubricolor ingår i släktet Gnomidolon och familjen långhorningar.
Artens utbredningsområde är:
- Panama.
- Venezuela.

Inga underarter finns listade i Catalogue of Life.